# Pax (film)
Pax er en norsk film efter en ide af Annette Sjursen, som også har instrueret og skrevet manuskriptet, det sidste i samarbejde med Lars Saabye Christensen. Filmen havde premiere vinteren 2011.
Filmen er baseret på Sjursens bog Pax, udgivet af Kagge Forlag i 2010, ISBN 978-82-489-0940-8